# George Schroeder
George Schroeder (fl. XX secolo) è stato un ginnasta e multiplista statunitense.

## Carriera
Schroeder partecipò ai Giochi olimpici di Saint Louis 1904 nelle gare di triathlon e ginnastica. Giunse settantanovesimo nel concorso generale individuale, cinquantaduesimo nel triathlon e ottantasettesimo nel concorso a tre eventi.